# Doddakurugodu, Gauribidanur
Doddakurugodu là một làng thuộc tehsil Gauribidanur, huyện Kolar, bang Karnataka, Ấn Độ.